# Gerichtsbezirk Arco
Der Gerichtsbezirk Arco war ein dem Bezirksgericht Arco unterstehender Gerichtsbezirk in der Gefürsteten Grafschaft Tirol. Der Gerichtsbezirk war Teil des Trentino und gehörte zum Bezirk Riva. Er umfasste Gebiete nördlich des Gardasees. Nach dem Ersten Weltkrieg musste Österreich den gesamten Gerichtsbezirk an Italien abtreten.

## Geschichte
Der Gerichtsbezirk Arco wurde durch eine 1849 beschlossene Kundmachung der Landes-Gerichts-Einführungs-Kommission geschaffen und umfasste ursprünglich die fünf Gemeinden Arco, Drena, Dro, Oltresarca und Romarzollo.
Der Gerichtsbezirk Arco bildete im Zuge der Trennung der politischen von der judikativen Verwaltung
ab 1868 gemeinsam mit dem Gerichtsbezirk Riva den Bezirk Riva.
Der Gerichtsbezirk Arco wies 1869 eine Bevölkerung von 9.304 Personen auf.
1910 wurden für den Gerichtsbezirk 12.822 Personen ausgewiesen, von denen 510 Deutsch (4,0 %) und 11.380 Italienisch oder Ladinisch (88,8 %) als Umgangssprache angaben. Die deutschsprachige Minderheit konzentrierte sich dabei auf die Gemeinde Arco, wo 92 % der Deutschsprachigen lebten.
Durch die Grenzbestimmungen des am 10. September 1919 abgeschlossenen Vertrages von Saint-Germain wurde der Gerichtsbezirk Arco zur Gänze Italien zugeschlagen.

## Gerichtssprengel
Der Gerichtssprengel umfasste 1910 die fünf Gemeinden Arco, Drena, Dro, Oltresarca und Romarzollo.